# Loučka, Vsetín
Loučka là một làng thuộc huyện Vsetín, vùng Zlínský, Cộng hòa Séc.